# 物品税
物品税（ぶっぴんぜい、英:excise, excise tax）は、特定の製品に対して、販売時ではなく製造時（製造会社の出荷時）を課税標準として賦課される租税（間接税）の総称。国境を超えた時に課される関税と対比され、販売時に掛かる売上税（英：Sales tax）や付加価値税（VAT）などと区別される。
日本では1940年（昭和15年）から1989年（平成元年）3月31日まで贅沢品を対象とした物品税法が施行されたことにより、一般に物品税といった場合には奢侈税（しゃしぜい、英：sumptuary tax）の一種と認識されるが、日本国外のもので物品税と和訳されるものが贅沢品に限定された租税を指しているとは限らない。例えば健康増進策や環境負荷対策として設けられたものも定義に沿えば物品税（excise tax）に含まれる（いわゆる悪行税などを含む）。

## アメリカ合衆国
売上税（Sales tax）と別途に存在している。Excise Taxとして、タバコやお酒、タイヤ、石油製品、トレーラーなど、限られた商品・物品にのみ課せられている。

## イギリス
イギリスで1643年に長期議会によって導入されたエクサイズ（Excise）は内国消費税と訳されており、特定の物品へ消費税と共に加算される税となっている。
日本の消費税に相当する付加価値税（VAT）の税率は3種類あり、 ほとんどの商品やサービスが適応範囲である標準税率20％、 家庭用燃料、電力、チャイルドシートなど軽減税率5％、食料品（一部除く）、子供服、水道水、新聞、医薬品、居住用建物などゼロ税率となっている。そして、たばこ、酒、炭化水素油等は別途で物品税の対象となっており、税率は品目ごとに異なっている。

## 日本
日本では1937年（昭和12年）に、特別税法に規定された北支事件特別税（1938年（昭和13年）から1940年（昭和15年）まで支那事変特別税）の一つとして創設された物品特別税が前身となり、1940年（昭和15年）に恒久法として物品税法が制定されて物品税となった。扇風機税や蓄音機税なども存在していた。
戦後混乱期から高度経済成長を迎える日本においても、前述の考え方は一般的に肯定されていた。具体的には、宝石、毛皮、電化製品、乗用車、ゴルフクラブや洋酒などといった贅沢品や嗜好品が課税対象とされていた。日本の「物品別間接税」は世界に先駆けて導入され、現在は欧米でも「間接税の物品別軽減税率」が導入されている。
物品税は贅沢品への課税とされているが、時代時代で価値観は変わり、生活必需品と見做されるものもある。このため課税の見直しも行われた。1950年（昭和25年）11月30日に政府が提出した物品税改正法案では、それまで課税されてきた万年筆、シャープペンシル、ミシン、アイロン、安全カミソリ、板ガラス、滋養強壮剤、懐中電灯、提灯、すだれ、扇子、団扇、カレンダー、紅茶、挽茶、実物投影機（エピスコープ、書画カメラ）、絵葉書、広告用幟、蜂蜜は無税とされた。
1989年（平成元年）4月1日の消費税法施行に伴い、消費税が取って代わったため廃止された。しかし厳密には全てが廃止された訳ではなく、英国と同様に酒税やたばこ税など主に嗜好品への税は残されている。これらも物品税と捉えるなら、完全内税方式の物品税と主に外税方式の消費税との二重課税で運用されているとの意見もある。

## 物品税の問題点・消費税移行
物品税とは名の通り、基本的には物品に対する課税であり、一部を除いたサービスに対する料金には課税されない問題もあった。第二次世界大戦後の所得水準上昇や国民の価値観の多様化が進むにつれ、贅沢品として課税すべき物品やサービスを客観的基準で判断することが事実上困難となっていった。また、お金を使う対象が物品（モノ）からサービス（いコト）へと比重が変化する中で、「物品ばかりが課税」という物品とサービスとの間の税負担の不均衡問題が生じていた。このように経済成長に伴うサービス・モノ・価値観の多様化によって、課税対象品目の公平性を保ちにくなった背景もあり、1989年に日本で消費税が導入され、物品税は廃止された。ニュージーランドでも、1986年にニュージーランド労働党のデビッド・ロンギ政権が、膨張する社会保障給付、保護主義的政策による財政赤字、複雑かつ免税範囲の広い物品税制度の是正を目的として、単一税率10％の消費税（GST）を導入した。1999年には、一律課税後に再分配を行う方式の有効性が改めて評価され、単一税率による消費税制度の継続方針が再確認された。ニュージーランド国民は消費税単一税率によって、徴税し、分配するという制度設計が再分配に効率的であるとの政府の説明を受け入れた。そのため、日本国民とは異なり、単一税率10%での導入時に大きな反発は見られなかった。

### リストアップ作業や税率決定の困難性
グレーゾーンとなる商品の存在、あるいは新ジャンル商品の登場から｢どれが、なぜ、課税か非課税か｣が問題となるケースがあとを絶たなかった。物品税は課税対象の品目を予めリストアップしておく必要があるが、商品の多様化により、生活必需品か贅沢品かの判定自体が困難なものもあり、奢侈度で税率が異なっていたため、物品税そのものが執行困難性を内包する税制であった。
また、法律自体は変わっていないにもかかわらず、これまで課税対象外扱いだった物品が国税庁の通達以降に課税対象になることもあった（パチンコ球遊器事件）。

#### 音楽ソフトウェアにおける｢童謡か否か｣問題
物品税の不公平や課税対象の問題の一例として、日本で音楽ソフトウェアの販売に際して課税当局とレコード会社の間で起こった｢この曲は童謡か否か｣という対立問題がある。
物品税法上、レコード（コンパクトカセットや音楽CDを含んだ音楽メディア全般）の流行歌は一般的に課税されていたが、教育に配慮して童謡と判定されれば非課税であった。このため、皆川おさむの「黒ネコのタンゴ」、子門真人の「およげ!たいやきくん」、わらべの「めだかの兄妹」などのレコードについて、課税対象か否かの議論が行われた。「黒ネコのタンゴ」は東京国税局は童謡と判定したものの、他の国税局管内では歌謡曲（流行歌）とみなされ課税されるという不統一が起こった。「およげ!たいやきくん」は童謡と判定され、非課税となった。「めだかの兄妹」はB面曲の「春風の郵便屋さん」が歌謡曲（流行歌）と判定され、B面曲の方が演奏時間が長いため課税対象と判断された。本作を発売したフォーライフ・レコード（現：フォーライフミュージックエンタテイメント）はこれを不服として東京国税局と交渉したが、結局フォーライフ側が折れる形で物品税を追納することとなった。
『たいやきくん』問題を受けて、日本レコード協会は1977年（昭和52年）、国税庁から了解を得て、歌詞・メロディが子供にふさわしく、子供が容易に口ずさめる曲や、ジャケットに子供向け・児童向けを意味する表示があるレコードを童謡扱いとする、音楽業界の自主基準を定めた。この自主基準を基に、アニメソングについても『童謡扱い』とするレコード会社もあった。
しかし1986年（昭和61年）、ポニーとキャニオン・レコード（後に両社は合併し、ポニーキャニオンとなる）が童謡扱いとしていたアニメソングのレコードの一部について、東京国税局は「童謡に該当せず、課税対象」と判断したため、物品税約4,000万円を追徴課税された。

### 類似商品による不公平・課税回避商品
物品税には、類似製品であるが課税・非課税が異なる問題があった。コーヒーは課税で、緑茶や紅茶は非課税、この当時の主に日本酒やウイスキーに見られていた特級酒と一級酒は課税で二級酒以下は非課税、ゴルフ用品が課税でスキー用品が非課税、ストーブは課税でコタツは非課税、乗用車は課税で商用車（特にトラック）は非課税、ケヤキの家具は課税で桐の家具は非課税などとなっていた。
他にも、同じ商品でも時代の需要の違いで課税対象となるかどうかが変化する問題があった。例としては、商用車の軽ボンネットバンが当初は非課税だったが、時代が下ると「実質的な乗用車」として幅広く普及したことを受けて課税対象とされたことがあげられる。
さらに、複数製品で一体をなす製品では、その製品ごとに課税の有無や税率が異なる場合、それらを別売りとして課税対象回避ケースも見られた。

#### 物品税の税率・課税回避商品
酒税でも、アルコールでも日本国内限定の課税を減らすことを目的とした商品「第三のビール」が開発されている。
※1988年（昭和63年）当時の車体種類ことの物品税率
- 普通乗用車（3ナンバー車） - 23 %
- 小型乗用車（5ナンバー車） - 18.5 %
- 軽乗用車 - 15.5 %
- トラック、バスなど - 原則として非課税（軽ボンネットバンを除く）

#### 課税回避の連鎖
- 軽ボンネットバン - 商用車は非課税であったが、そこに目をつけたスズキ・アルトの販売が1979年に起きた。これをきっかけに乗用用途で幅広く普及したため、5.5%の課税対象となった。だがメーカーも負けじと法改正後も課税対象外となる2シーター車（乗車定員2名）を追加設定（アルトの場合1981年）する動きを見せた。[注釈 4]

### 非富裕層に対する新商品の普及阻害
戦後の経済成長期以降に爆発的に増える新商品や、刻々と変化する制度に対して適切かつ迅速な判断を下すことが必要となった。また、対象となる物品の範囲、指定のタイミングや税率を巡って、企業側や消費者から不公平感が指摘されることもあった。例えば、真に新しいカテゴリの商品のうちは対象にならず、法令の改正などを経るために、ある程度普及してから課税対象になる。
そのため、物品税は可処分所得が相対的に少ない世帯(非富裕層)に対しては、新商品の入手を一層困難にする結果を招く「不公平な問題点」も指摘された。

### 多様税率による小売店や消費者の手間
小売店や消費者の手間も物品税の問題である。物品税時代に小売店は課税商品が種類ごとに陳列をして、壁にそれぞれの税率を掲示していた。消費者は各税率をいちいち確認するということが行われていた。懸賞付きで商品の物品税率当てクイズなどの催し物が行われたりもしていた。